# 1RM
1RM, eller en repetition max, är en definition inom styrketräning. Denna definition anger den belastning som krävs för att göra det möjligt att endast klara en repetition (rep) i en övning. Det går att göra en grov uppskattning av 1RM för olika övningar genom att räkna det antal repetitioner (reps) som går att genomföra på en lägre belastning, och sedan multiplicera med en faktor.

## Faktortabell
I denna tabell finns antalet repetitioner, multiplikator, procentpåslag och exempelvikt. Exempelvikt är 25 kg 1RM. Dock bör noteras att listan är generell och inget som gäller för alla. T.ex. kommer tyngd- och styrkelyftare som är tränade för att lyfta en tung vikt en gång att få annorlunda utslag jämfört med en kroppsbyggare, som har annat upplägg på sin träning, och därför kan träna på ganska tunga vikter i jämförelse med vad denne kan maxa.
| Repetitioner | Faktor/multipikator | Procent | Vikt i kg |
| ------------ | ------------------- | ------- | --------- |
| 1            | 1,00                | 100     | 25,0      |
| 2            | 1,05                | 95      | 23,8      |
| 3            | 1,09                | 92      | 22,9      |
| 4            | 1,13                | 88      | 22,1      |
| 5            | 1,17                | 85      | 21,4      |
| 6            | 1,20                | 83      | 20,8      |
| 7            | 1,24                | 81      | 20,2      |
| 8            | 1,27                | 79      | 19,7      |
| 9            | 1,32                | 76      | 18,9      |
| 10           | 1,35                | 74      | 18,5      |
| 11           | 1,39                | 72      | 18,0      |
| 12           | 1,43                | 70      | 17,5      |